# Modula-2
 (транскр.  Модула-2) је императивни програмски језик опште намене. Његов аутор Никлаус Вирт га је сматрао директним наследником далеко познатијег програмског језика Паскал, чији је аутор такође.
У односу на Паскал, језик Модула-2 поседује нека упрошћења и следећа главна проширења:
- Могућност растављања изворног кода програма на независне делове који самостално могу да буду преведени и потом увезани. Ова могућност је подржана кроз концепт модула.
- Нешто измењена синтакса код које свака структура поседује сопствене заграде у облику резервисаних речи.
- Директно подржано мултипрограмирање кроз концепт процеса.
- Додати елементи ниског нивоа који додатно проширују могућности креирања нових типова података и омогућавају системско програмирање. Ови елементи и њихова употреба су јасно одвојени од остатка језика.
- Процедурални тип података који омогућава да процедура буде додељена променљивој као вредност у току извршавања програма.

## Настанак
Језик Модула-2 је, по речима аутора, дефинисан и експериментално имплементиран 1975. године по први пут. Надовезује се на коцепте Паскал језика и језика Модула по коме је добио име.

## Особине језика
Програм у програмском језику Модула-2 се састоји из једног модула највишег нивоа који може да врши увоз (из) једног или више других модула. Сваки увезени модул може да увози из других модула.

### Здраво свете
Пример програма који се састоји из једног модула највишег нивоа. Програм исписује "Zdravo svete!":
```
 
MODULE
 Pozdrav;

 
  
FROM
 InOut 
IMPORT
 
WriteString
, 
WriteLn
;

 
BEGIN

 
  
WriteString
(
"
Zdravo svete!
"
);

 
  
WriteLn

 
END
 Pozdrav.
```

Овде програм, који обавезно почиње резервисаном речи MODULE, има име Pozdrav. Он из другог модула, са именом InOut, увози две процедуре WriteString и WriteLn које затим користи за испис текста.

### Двоструки поздрав
Следећи програм исписује два реда текста. У првом реду исписује "Zdravo svete!", а у следећем "Pozdrav iz Modula 'DrugiPozdrav'!!".
```
 
MODULE
 DvaPozdrava;

 
  
FROM
 InOut 
IMPORT
 
WriteString
, 
WriteLn
;

 
  
FROM
 DrugiPozdrav 
IMPORT
 pozdrav;

 
BEGIN

 
  
WriteString
(
"
Zdravo svete!
"
);

 
  
WriteLn
;

 
  pozdrav

 
END
 DvaPozdrava.
```

Да би обавио свој посао модул DvaPozdrava, између осталог, увози процедуру pozdrav из модула DrugiPozdrav, чији код следи:
```
 
DEFINITION
 
MODULE
 DrugiPozdrav;

 
    
PROCEDURE
 pozdrav;

 
END
 DrugiPozdrav.
```

```
 
IMPLEMENTATION
 
MODULE
 DrugiPozdrav;

 
  
FROM
 InOut 
IMPORT
 
WriteString
, 
WriteLn
;

 
  
PROCEDURE
 pozdrav;

 
  
BEGIN

 
    
WriteString
(
"
Pozdrav iz Modula 'DrugiPozdrav'!!
"
);

 
    
WriteLn

 
  
END
 pozdrav;

 
END
 DrugiPozdrav.
```

Ради се, у ствари, о два модула који су међу собом повезани. Први, дефинициони модул, говори о томе шта модул ради, док други, имплементациони модул са истим именом, одређује како ће то да се уради. Дефинициони модул одређује шта модул извози; у овом случају једино процедуру pozdrav.

## Књиге
- Wirth, Niklaus (1988). Programming in Modula-2. ISBN 978-0-387-96051-7. doi:10.1007/978-3-642-83565-0.. Fourth Edition, 1988,
- K. N. King (1988). Modula-2. ISBN 0-669-11091-4..
- Richard J. Sutcliffe, "Modula-2: Abstractions for Data and Programming Structures," (Using ISO-Standard Modula-2) 2004–2005 Edition
- Richard Gleaves, ур. (1984). Modula-2 for Pascal Programmers. Springer Books on Professional Computing. ISBN 978-0-387-96051-7. doi:10.1007/978-1-4613-8531-8.
- Cooper, Doug. Oh My! Modula-2: An Introduction to Programming. ISBN 0393961079.. 1991,